# Jyothi Yarraji
Jyothi Yarraji (Telugu జ్యోతి యర్రాజీ; * 28. August 1999 in Visakhapatnam, Andhra Pradesh) ist eine indische Hürdenläuferin, die sich auf die 100-Meter-Distanz spezialisiert hat. Sie ist aktuelle Inhaberin des Landesrekordes in dieser Disziplin und wurde 2023 und 2025 Asienmeisterin. Zudem wurde sie 2024 Hallenasienmeisterin über 60 m Hürden.

## Sportliche Laufbahn
Erste internationale Erfahrungen sammelte Jyothi Yarraji im Jahr 2022, als sie bei den Commonwealth Games in Birmingham mit 13,18 s in der ersten Runde über 100 m Hürden ausschied und mit der indischen 4-mal-100-Meter-Staffel in 43,81 s den fünften Platz belegte. Im Jahr darauf gewann sie bei den Hallenasienmeisterschaften in Astana in 8,13 s die Silbermedaille über 60 m Hürden hinter der Japanerin Masumi Aoki. Im Juli siegte sie bei den Freiluftmeisterschaften in Bangkok in 13,09 s über 100 m Hürden und sicherte sich zudem in 23,13 s die Silbermedaille im 200-Meter-Lauf hinter der Singapurerin Shanti Pereira. Im August gewann sie bei den World University Games in Chengdu in 12,78 s die Bronzemedaille über 100 m Hürden hinter der Slowakin Viktória Forster und Wu Yanni aus China. Kurz darauf schied sie bei den Weltmeisterschaften in Budapest mit 13,05 s in der ersten Runde aus und im Oktober gewann sie bei den Asienspielen in Hangzhou in 12,91 s die Silbermedaille hinter der Chinesin Lin Yuwei. Zudem verpasste sie über 200 Meter mit 23,78 s den Finaleinzug. 2024 siegte sie bei den Hallenasienmeisterschaften in Teheran mit neuem Landesrekord von 8,12 s und im August schied sie bei den Olympischen Sommerspielen in Paris mit 13,17 s in der Hoffnungsrunde über 100 m Hürden aus. 
2025 verteidigte sie bei den Asienmeisterschaften in Gumi in 12,96 s ihren Titel über 100 m Hürden und belegte in 23,47 s den fünften Platz über 200 Meter.
2023 wurde Yarraji indische Meisterin im 100-Meter-Lauf sowie 2023 und 2024 über 100 m Hürden.

## Persönliche Bestleistungen
- 100 Meter: 11,45 s (+0,9 m/s), 30. September 2022 in Gujarat
- 200 Meter: 23,13 s (+0,1 m/s), 16. Juli 2023 in Bangkok
- 100 m Hürden: 12,78 s (+1,0 m/s), 4. August 2023 in Chengdu (indischer Rekord)
  - 60 m Hürden: 8,04 s, 25. Januar 2025 in Nantes (indischer Rekord)